# Ribji trg
Ribji trg je najmanjši ljubljanski trg, ob Ljubljanici južno od Prešernovega trga.

## Zgodovina
Ribji trg je nastal po velikem ljubljanskem potresu, ko so na območju Ribje ulice (do konca) porušili hiše in tako ustvarili prostor za najmanjši trg v Ljubljani.
Ulica in današnji trg sta dobila ime po ribiškem pristanu in ribji tržnici, ki sta bila tu od 16. do 19. stoletja.
Najpomembnejši objekt na trgu je najstarejša evidentirana hiša v Ljubljani, Polževa hiša, zgrajena leta 1528. V njej je leta 1562 stanoval tudi Primož Trubar, ki je bival v Ljubljani med letoma 1533 in 1565.
Na trgu je tudi vodnjak s kipom Dekle z vrčem iz 2. polovice 19. stoletja. Kip, ki je bil prej na vrtu ob Tivolskem gradu, so prestavili sem leta 1981.